# Avenida Duarte Quirós
La Avenida Duarte Quirós, es una importante arteria del centro de la ciudad de Córdoba (Argentina). Con una longitud de 6,8 kilómetros, sirve como acceso y egreso de tráfico por la zona oeste y funciona como aliviador para la Avenida Colón hasta su tramo del 1400. 

## Toponimia
La avenida lleva este nombre en honor a Ignacio Duarte y Quirós. Fue sacerdote argentino, fundador del Colegio Montserrat en la ciudad de Córdoba. Su buena posición económica le permitió comprar a la Compañía de Jesús, en 1661, la Estancia de Caroya.

## Traza
Nace como una calle céntrica de solo dos carriles y con sentido de circulación este-oeste en la intersección con calle Independencia, que provoca que la arteria cambie su denominación a calle Corrientes en dirección hacia el este. Cruza la avenida Vélez Sársfield y, metros más adelante del arroyo La Cañada, la arteria pasa a tener cuatro carriles. 
Continua su trayecto de esa manera hasta 200 m antes del Hotel Sheraton Córdoba cuando dos carriles suben a un puente sobre un nudo vial, los otros dos siguen como colectora, e intersecciona con las calles Misiones y Batalla de Cepeda. A partir de allí, un cantero central divide tres carriles por sentido, pasando así por la fachada del Nuevocentro Shopping y continuar así hasta el cruce con calle Zípoli a la nomenclatura del 3200.
Luego siguen con dos carriles por mano, pero sin cantero divisorio, atraviesa una depresión de terreno, hasta el 4700, donde nuevamente inicia un cantero hasta su fin en el cruce con la avenida Colón.

## Transporte
| Corredor | Líneas        |
| -------- | ------------- |
|          | - R8          |
|          | - E - E1 - E4 |
|          | - V1          |
|          | - D3          |